# واتسلاو دوم (دوک بوهم)
واتسلاو دوم (۱۱۳۷-پس از ۱۱۹۲) کوچکترین پسر سوبسلاو یکم و برادر سوبسلاو دوم بود. او در سال ۱۱۹۱ دوک بوهم و جانشین کنراد دوم شد.
اطلاعات چندانی از دوران جوانی واتسلاو در دست نیست و احتمالاً این سال‌ها را در تبعید گذرانده‌است. در سال ۱۱۷۳ برادرش سوبسلاو بر تخت نشست و او را به حکومت موراویا منصوب کرد. واتسلاو مدتی دوک اولوموتس و برنو بود؛ ولی در سال ۱۱۷۹ توسط دوک فریدریش که جانشین سوبسلاو شده بود، عزل و تبعید شد. واتسلاو در سال ۱۱۸۴ به بوهم بازگشت تا به شورشی که علیه بدریچ راه افتاده بود، بپیوندد و برای دستیابی به حکومت تلاش کند. بدریچ با کمک آلمانی‌ها شورشیان را شکست داد. کنراد دوم جانشین بدریچ شد و واتسلاو از دوستان او شد. کنراد در سال ۱۱۹۱ در حالی که در مسیر سفر به ایتالیا بود، درگذشت و واتسلاو به تخت نشست.
واتسلاو پس از حکومتی سه‌ماهه توسط برادر ناتنی فریدریش به نام اوتاکار عزل شد. اسقف پراگ علیه او به پا خاست و از امپراتور هاینریش ششم درخواست کرد حکومت بوهم را به اوتاکار یکم اعطا کند. امپراتور با قول خراج سالانه ۶۰۰۰ پوند نقره تسلیم شد و واتسلاو را از حکومت عزل کرد. واتسلاو به مدت چند ماه شجاعانه از پراگ دفاع کرد، ولی در نهایت تسلیم اسقف پراگ شد. او تلاش کرد دوباره مهاجرت کند، ولی توسط مارگراف ووژیتسا دستگیر شد و تا زمان مرگش در دست او زندانی بود.